# Junee-Nationalpark
Der Junee-Nationalpark (englisch Junee National Park) ist ein 54 km² großer Nationalpark  in Queensland, Australien.

## Lage
Der Park befindet sich 177 Kilometer südlich von Mackay und 170 Kilometer nordwestlich von Rockhampton, der nächste Ort ist Middlemount. Es gibt weder Zufahrtsstraßen noch Besuchereinrichtungen.

## Geländeformen
Der Junee-Nationalpark umfasst eine etwa 260 Meter über dem Meeresspiegel gelegene Hochebene und die 100 Meter tiefer gelegenen Täler des Isaac River und Mackenzie River. Im Süden schließt unmittelbar der Junee State Forest an.Isaac River (Mackenzie River)|

## Wirtschaft
Im Bowenbecken in der Umgebung des Parks befinden sich die bedeutendsten Kohle- und Erdgasvorkommen Australiens.